# حفره آرنج
در بدن انسان و حیوانات به فرورفتگی مثلث‌شکل در نمای پیشین ساعد را حفرهٔ آرنج (به انگلیسی: Cubital fossa) گفته می‌شود.

## حدود
ضلع فوقانی (قاعده): خط افقی فرضی بین اپی‌کندیل‌های داخلی و خارجی استخوان بازو

ضلع خارجی: کنار داخلی عضلهٔ براکیورادیالیس

ضلع داخلی: کنار خارجی عضلهٔ پروناتور ترس

کف: عضلات براکیالیس و سوپیناتور

سقف: پوست، فاشیای سطحی، ورید مدین کوبیتال، اعصاب لترال و مدیال کوتانئوس ساعد، آپونوروز عضلهٔ دوسر بازو و فاشیای عمقی

## محتویات
حفرهٔ آرنج از خارج به داخل دارای چهار عنصر اصلی است که عبارت است از: عصب رادیال، تاندون عضلهٔ دوسر بازو، شریان براکیال و عصب مدین. عصب اولنار داخل حفرهٔ آرنج نبوده و ناودانی را در پشت اپی‌کندیل داخلی استخوان بازو اشغال می‌کند.